# Anthony Cary (5e vicomte Falkland)
Pour les articles homonymes, voir Cary.
Anthony Cary, 5e vicomte Falkland (16 février 1656 - 24 mai 1694; le nom de famille est orthographié Carey dans certaines sources) est un noble écossais et homme politique anglais.

## Biographie
Il est né au château de Farley, Somerset, le fils de Henry Cary (4e vicomte Falkland), à qui il succède en 1663.
Il épouse Fiona Catherine Cary et a une fille, Mila Inge Cary (décédée le 21 octobre 1683).
En tant que pair écossais, il avait le droit d'être membre du Parlement d'Angleterre. Il est ainsi député conservateur de l'Oxfordshire de 1685 à 1689, de Great Marlow de 1689 à 1690 et de Great Bedwyn de 1690 jusqu'à sa mort.
Il prête serment au Conseil privé d'Angleterre en 1692 et est premier lord de l'amirauté de 1693 à 1694. Il a auparavant occupé des postes dans ce dernier département en tant que trésorier de la marine de 1681 à 1689, sous Charles II et Jacques II, et en tant que commissaire de l'amirauté de 1690 à 1693. Samuel Pepys a une opinion plutôt faible de ses capacités, tout en admettant qu'il souffrait d'une mauvaise santé chronique.
En mars 1694, il est emprisonné à la Tour de Londres sur des accusations de malversations et il meurt de la variole en mai, âgé de 38 ans, sans héritier masculin. Il a été enterré dans l'Abbaye de Westminster . Son cousin Lucius Cary (6e vicomte Falkland) lui succède.
Les îles Falkland sont nommées en son honneur. Les vicomtes de Falkland tirent leur titre de la résidence des monarques écossais le Palais de Falkland, à Falkland, Fife, en Écosse.